# Тетрахлорметан
Тетрахлорметанът (също въглерод тетрахлорид, Фреон-10 или Халон-104) е органично съединение с химична формула CCl4. Представлява безцветна течност със сладка миризма, която може да бъде усетена и при ниски концентрации. При ниски температури е на практика незапалимо. В миналото намира широко приложение при пожарогасенето, като прекурсор на хладилни агенти и като почистващ агент, но постепенно излиза от употреба, поради токсичността си. Излагането на високи концентрации тетрахлорметан (включително и пари) засяга централната нервна система, черния дроб и бъбреците. Продължителното излагане може да има фатален край.

## Синтезиране
Тетрахлорметанът е синтезиран за пръв път от френския химик Анри Виктор Реньо през 1939 г. при реакция на хлороформ с хлор. В днешно време се произвежда главно от метан:
CH4 + 4 Cl2 → CCl4 + 4 HCl
Получаването му често използва вторични продукти от други реакции на хлориране, като например синтез на дихлорометан и хлороформ. По-висшите хлоровъглероди също се подлагат на хлоролиза:
C2Cl6 + Cl2 → 2 CCl4
До 1950-те години тетрахлорметан се добива чрез хлорирането на въглероден дисулфид при 105 – 130 °C:
CS2 + 3Cl2 → CCl4 + S2Cl2
Производството на тетрахлорметан спада драстично след 1980-те години, поради екологични съображения и намаленото търсене на хлорофлуоровъглероди, които се получават от тетрахлорметан. Към 1992 г. производството на съединението в САЩ, Европа и Япония възлиза общо на 720 хил. тона.

## Свойства
В молекулата на тетрахлорметана, четири хлорни атома са позиционирани симетрично в ъглите на тетраедрална конфигурация, съединени от централен въглероден атом чрез ковалентна връзка. Поради тази симетрична геометрия, CCl4 е неполярна молекула. Метанът има същата структура, което прави тетрахлорметана вид халометан. Като разтворител, съединението е подходящо за разтваряне на други неполярни съединения, като например мазнини и масла. Може да разтваря и йод. Тетрахлорметанът е относително летлив, образувайки пари с характерна миризма, която понякога може да напомня миризмата на тетрахлороетена в химическото чистене.
Твърдият тетрахлорметан има две полиморфни форми: кристална II под −47,5 °C и кристална I над −47,5 °C. При −47,3 °C има моноклинна кристална структура с пространствена група C2/c и константи на решетката a = 20,3, b = 11,6, c = 19,9 (.10−1 nm), β = 111°.

## Приложение
В органичната химия, тетрахлорметанът служи като източник на хлор в реакцията на Апел. Нишова употреба на тетрахлорметана е в колекционирането на пощенски марки – за разкриване на водния знак, без да се повреди марката.
В миналото се използва широко като разтворител в химическото чистене, като хладилен агент, както и в лава лампите. Използва се и като разтворител в органичната химия, но поради токсичността си днес се използва рядко. От 1910-те до 1980-те години се използва в пожарогасителите.